# Emperor Magus Caligula
Carl Magnus Broberg poznatiji kao Masse i Emperor Magus Caligula (Ludvika, Švedska, 25. svibnja 1973.) švedski je glazbenik ekstremnog metala, najpoznatiji kao pjevač, basist i tekstopisac švedskog black metal sastava Dark Funeral. Bio je član sastava od 1995. do 2010. Bio je pjevač death metal sastava Demonoid, gdje zamijenio Christofera Johnssona i Sanctification. Bio je izvorni pjevač sastava Hypocrisy. Godine 2011. pridružio se sastavu Witchery, gdje je zamijenio Erika "Legion" Hagstedta. Sastav je napustio 2016.

## Diskografija
Dark Funeral
- Vobiscum Satanas (1998.)
- Teach Children to Worship Satan (2000.)
- Diabolis Interium (2001.)
- Attera Totus Sanctus (2005.)
- Angelus Exuro Pro Eternus (2009.)

Sanctification
- Black Reign (2009.)

God Among Insects
- World Wide Death (2004.)
- Zombienomicon (2006.)

Hypocrisy
- Penetralia (1992.)
- Osculum Obscenum (1993.)

Dominion Caligula
- A New Era Rises (2000.)